# 佩雷斯峰
65°25′S 64°5′W / 65.417°S 64.083°W
佩雷斯峰（Pérez Peak），是南極洲的山峰，位於葛拉漢地西部，處於科林斯灣和比斯科奇灣之間的佩雷斯角東南面1.9公里，由讓-巴蒂斯特·夏古率領的法國探險隊命名，現時由南極條約體系管理。